# De Lijn

Logo de De Lijn.

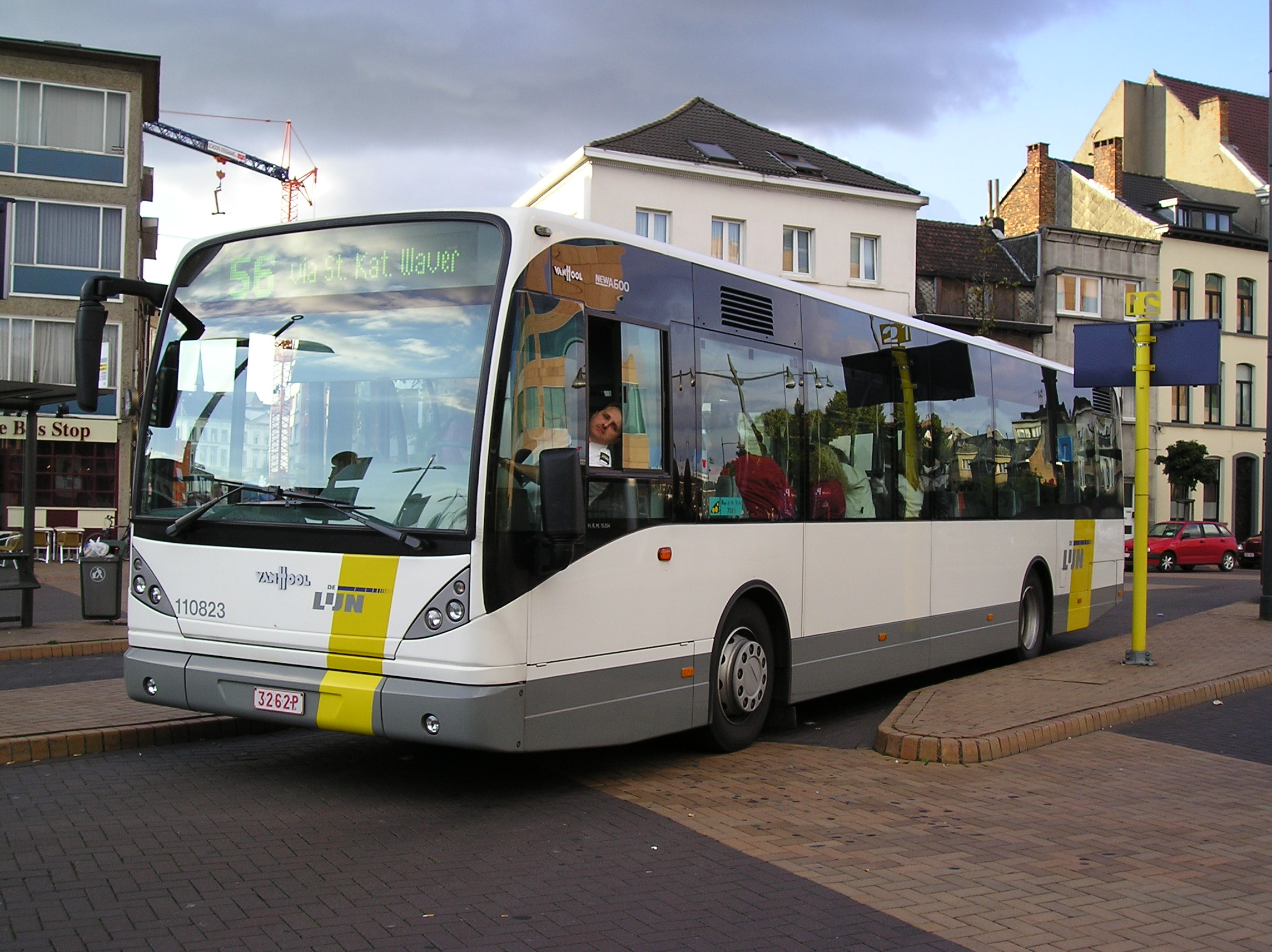
Bus de De Lijn.

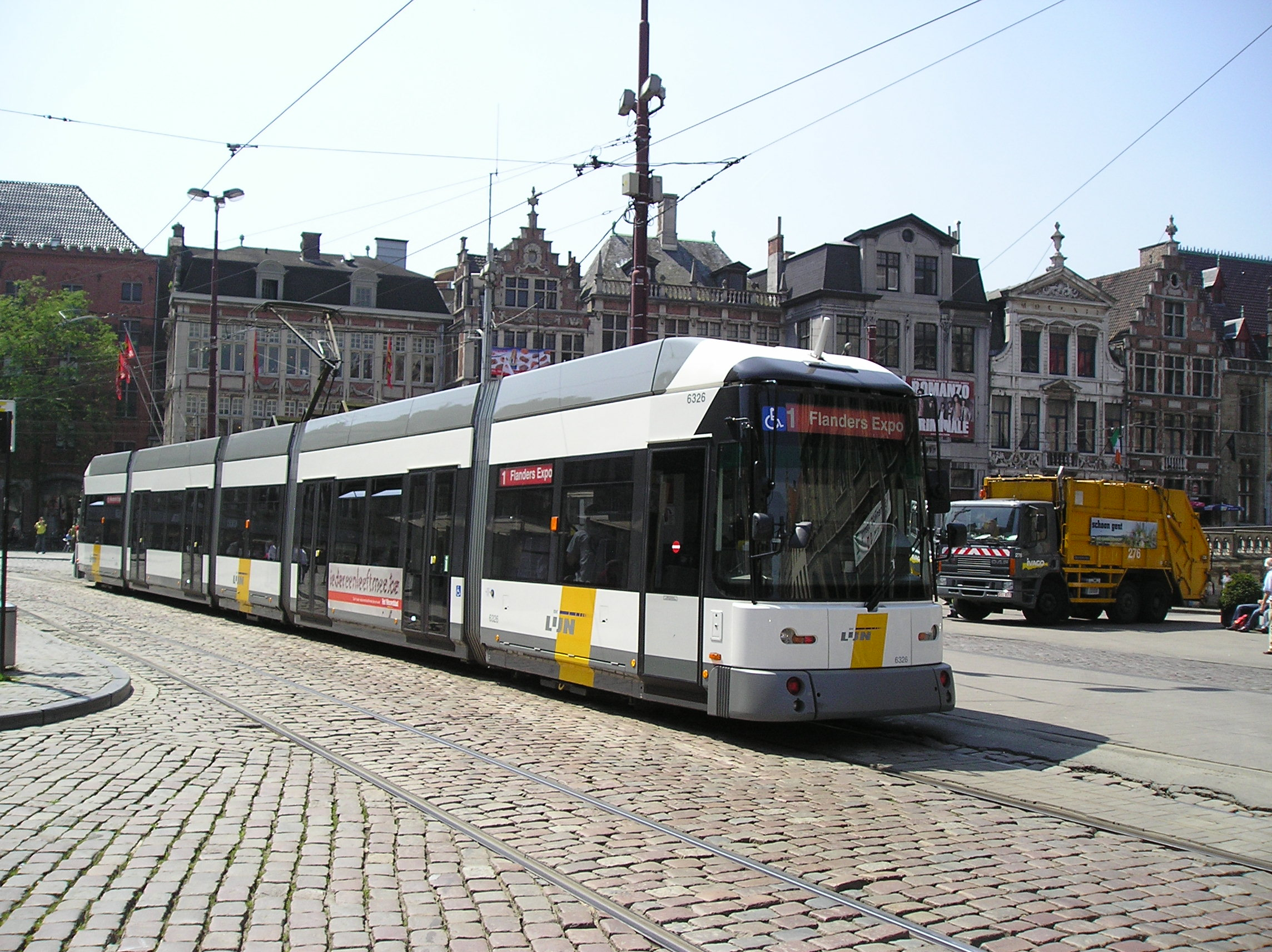
Tranvía en Gante.

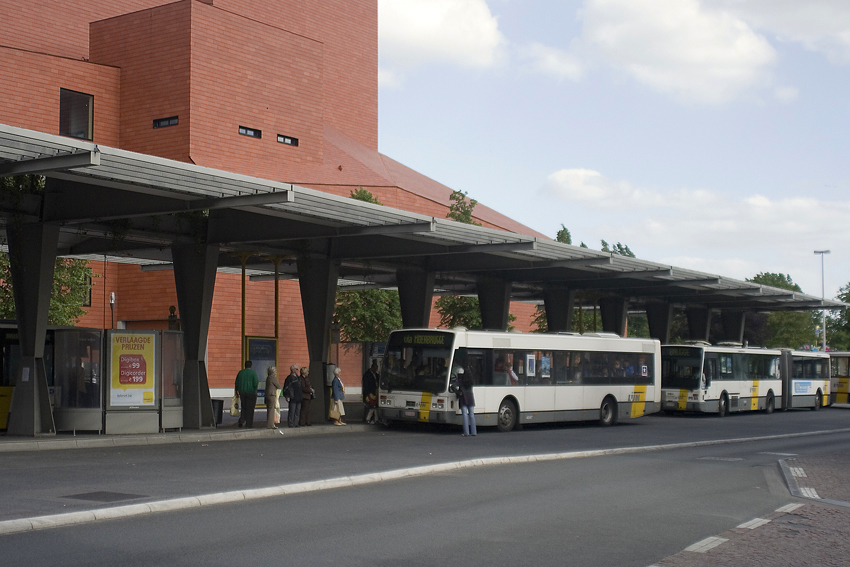
Estación de autobús ’t Zand en Brujas.

De Lijn (Neerlandés para La Línea) es la sociedad pública de transporte de la Región Flamenca de Bélgica. Su nombre completo en neerlandés es Vlaamse Vervoermaatschappij "De Lijn". Su traducción literal es: Sociedad flamenca de transporte "La Línea".

## Historia
De Lijn fue creada en 1991, después de la separación de los transportes públicos locales. este es el resultado de la división de la SNCV en tres sociedades distintas, siendo una la flamenca De Lijn, y la valona Société régionale wallonne du transport, haciendo uso de las siglas TEC, y la bruselense MIVB-STIB.
Después de su creación, De Lijn absorbió las sociedades públicas de transporte urbano de las ciudades belgas de Amberes (MIVA) y de Gante (MIVG).

## Red
La red de De Lijn se compone principalmente de servicios de autobús, pero también explota varias líneas de tranvía en el sistema del Tranvía de la costa belga, cuatro líneas en la ciudad de Gante y once líneas más en la ciudad portuaria de Amberes, algunas de ellas soterradas.